# Mally Johnson
Morris William Johnson, detto Mally (Marshall, 4 febbraio 1908 – San Leandro, 16 settembre 1969), è stato un cestista statunitense, professionista nella NBL.

## Carriera
Giocò per due stagioni nella NBL, disputando 23 partite con 2,1 punti di media.

## Palmarès
- Campione NBL (1939)